# Hrvatska kulturna baština u Bosni i Hercegovini
Hrvatska kulturna baština u Bosni i Hercegovini je skup svih materijalnih i pisanih dobara u povijesti Hrvata Bosne i Hercegovine.

## Rano doba
Hrvati su po svom dolasku na današnji teritorij Bosne i Hercegovine potražili prva zakloništa u ruševinama rimskih zgrada, a kasnoantičke refugije upotrijebili kao svoja uporišta za najnužniju obranu. 
Njihovi rani tragovi otkriveni su nedaleko Bijeljine, u Vrbljanima kod Ključa i na gradinama oko zapadnobosanskih velikih polja. Nešto kasnije oni su izgrađivali svoja primitivna utvrđenja u nizinama, što narod danas naziva "gradište". Jedno takvo gradište, zaštićeno zemljanim nasipom i palisadama, nalazi se u dolini Ukrine nize Detlaka kod Dervente, drugo u Mahovljanima kod Banje Luke.
Broj otkrivenih objekata predromaničkog stila nije velik. Među njih spada crkva na Paniku kod Bileće, jedna od crkava u Zavali, na Vidostaku kod Stoca i u Vrutcima kod Sarajeva. Sve su one imale pravokutno svetište i lezene na vanjskim licima zidova. Crkva na Paniku bila je u XII. stoljeću oslikana freskama, a ona u Vrutcima još i opremljena kamenim namještajem s pleternim ornamentom. Prema nesigurnim podacima, u Rogačićima kod Ilidže bila je izgrađena sestoapsidalna kružna građevina, po čemu bi se i ona mogla uvrstiti u ovaj skup, ali ciborij koji se u njoj nalazio, potječe iz nesto mlađeg vremena. Kasnoj predromaničkoj epohi moguće je pripisati ostatke crkve u Lisičićima, s malenom apsidom i dvije konhe u istočnom zidu, a lezenama na vanjskom licu.
Kameni reljef Bogorodice s Isusom iz crkve na Vidostaku kod Stoca predstavlja jedini do sada poznati primjer likovne umjetnosti ranog srednjeg vijeka u Bosni i Hercegovini, ali ga je teško pobliže datirati.
U ovo doba osobito je razvijen umjetni obrt, pogotovo zlatarstvo. Množina nakita koji je prilagan mrtvacima, jedan je od uvjerljivih dokaza o visokoj kulturi vremena i ekonomskim mogućnostima društva. Medu najstarije primjerke spada naušnica tipa s obrnutom piramidom iz Velike Kladuše i Kablića Malog kod Livna, obje iz VII. stoljeća, a porijeklom iz bizantskih, odnosno mediteranskih zlatarskih radionica. S konca VIII. stoljeća potječe kopča kestheljskog tipa od pozlaćene bronce s Duvanjskog polja. Karolinskog porijekla je nalaz pojasne opreme s Mogorjela kod Čapljine, datirane u VIII. ili početak IX. stoljeća. Tome krugu pripada i nalaz zeljezne kopce uz kriz iz Rusanovića na Glasincu. Najveći dio nakita može se svrstati u dvije kulturne skupine: u dalmatinsko-hrvatsku i panonsku, bolje poznatu kao bjelobrdsku. Nakit prve skupine javlja se već od IX. stoljeća, a pojedini oblici sežu u retardiranim oblicima sve do u XII. i XIII. stoljeće, s tim da mu područje ide sve do Drine. Ceste su jednostavne karike, naušnice s koljencima, s jednom ili više jagoda, kao i naroskani tipovi. Sve su one rađene u tehnici filigrana i granulacije.
Poznatija su nalazišta: Grborezi, Kablić, Čipuljić kod Bugojna i Mogorjelo kod Čapljine. U tome nakitu zrcali se još po posljednji put kasnoantička tradicija, posredstvom bizantskog zlatarstva što je zračilo iz romanskih gradova u dalmatinskom tematu, makar su ga tada već proizvodili slavenski majstori.
Izvanredan primjerak franačkog juvelirstva predstavlja jezičac pojasne kopče, izrađen od bakrene legure s pozlatom i natpisnim aplikacijama u srebru. Ukrašen je u tehnici rovašenja geometrijskim i biljnim ornamentom, a na tri mjesta i životinjskim prepletom insularnog stila. Izradio ga je kovinar Tetgis u VIII. stoljeću, u ranom karolinskom dobu, ali s izvjesnim elementima kasnomerovišske tradicije.
U Bosni i Hercegovini je broj spomenika kulture mnogo manji nego u susjednoj Hrvatskoj. Prvo zato što je mnogo iz predturskog razdoblja uništeno u brojnim ratovima, zato što se mnogo toga gradilo u drvu, a manje u kamenu. Drvene građevine nisu izdržale brojna stoljeća i još brojnije požare. Tu, međutim, postoje neke osobitosti kakvih nema u drugim zemljama. To su poglavito nekropole stećaka, srednjovjekovih kamenih nadgrobnih spomenika s natpisima, ukrasima i znakovima. Obično su ukrašeni prizorima iz života, lova, viteških turnira ili natpisima na bosančici. Podižu se od XII. do XV. stoljeća, a taj običaj prestaje u doba turskih osvajanja. Smatra se da ih ima oko 66.000, a nalaze se u skupinama od desetak do stotinu, od toga oko 300 ih ima tekstove, koje su sastavljali svećenici. Stećci imaju umjetničku, ali i povijesnu vrijednost, a kao specifičnost obrađeni su u stručnoj literaturi i na stranim jezicima.

## Romanika
Romanički impulsi pristizali su u Bosnu i Hercegovinu s Jadrana i područja Hrvatskog Kraljevstva. Budući da su te oblasti i same predstavljale periferiju Zapada, one su činile svojevrstan filter u ekspanziji stila, ukusa i ideja. Bosna se, osim toga, nastojala politički izolirati od teritorija kojim je gospodarila kuca Arpadovića, što se takoder odražavalo na intenzitetu kontakata. Slično ostaloj Europi, u ovim krajevima je fond spomenika romaničkog stila okrnjen mnogim gubicima.
U punini stila bila je izgrađena mlada crkva u Vrutcima kod vrela rijek Bosne, crkva na mjestu kasnijeg samostana sv. Nikole u Milima, današnjim Arnautovićima kod Visokog, starija crkva kod tornja sv. Luke u Jajcu, u Koluniću kod Bosanskog Petrovca, Bijeloj kod Konjica, sv. Petra u Zavali, a osobito benediktinska opatija sv. Petra u Polju kod Trebinja, današnjem Čičevu. Predromanička crkva na Paniku kod Bileće bila je u XII. stoljeću oslikana u italobizantijskom maniru. Neznatni fragmenti fresaka romaniškog tipa, koji su otkriveni u ruševinama crkve sv. Stjepana u Vrutcima, govore za isto vrijeme.
U ovu skupinu spomenika spadaju i dijelovi ciborija iz crkve u Rogačićima kod Ilidže, ploča s palmetom i ždralovima s Carevog polja kod Jajca, kapiteli iz Sarajeva i Kreševa, kao i baza stupa iz Rmanja na Uni. Posebnu skupinu čine objekti opreme iz starije crkve kod tornja sv. Luke u Jajcu, tako skulptura lava-nosača stupa i još neki fragmenti. Posebno lijep primjer romaničke skulpture predstavlja brončani korpus iz Mujdžića koji zbog načina ukrašavanja odjeće podsjeća na francuske izrađevine XII. stoljeća. Duh romaničkog stila bio je u Bosni i Hercegovini do te mjere uvriježen, da se još i u narednim stoljećima radilo i gradilo u tom maniru, pa je ponekad teško razlučiti izvorne oblike od onih sto su bili infiltrirani u gotičke objekte kao arhaizirajući element. Primjer takvih nastojanja su dva spomenika u Jajcu: bifora na tvrdavi iz XIV. i toranj sv. Luke iz druge polovice XV. stoljeća.

## Gotika
Najstarija građevina gotičkog stila na području koji danas pokriva Bosna i Hercegovina je nekadašnja dominikanska crkva sv. Antuna, danas Fethija džamija u Bihaću. Podignuta je oko 1266. godine, uskoro po promaknuću mjesta u status slobodnog kraljevskog grada (1262. godine). Crkva sv. Nikole u Milima kod Visokog podignuta je četrdesetih godina XIV. stoljeća. Građevina se sastojala od širokog četvrtastog prostora za vjernike i izduženog kora s trostranim završetkom prema istoku. Uglovi su bili pojačani kontraforima, a prozori šiljato zasvedeni i čipkasto perforirani. Većina drugih crkava imala je pravokutni kor, tako crkva sv. Marije u Srebrenici, Zvorniku, Olovu i Jajcu te sv. Katarine u Kreševu i sv. Grgura u Kraljevoj Sutjesci. Sve su one pripadale tipu propovjedničkih crkava i bile su prema propisima reda jednostavno opremljene.
Prisne veze s Dalmacijom zapažaju se osobito na spomenicima u Jajcu, tako dijelovi bogato skulptiranih fijala iz crkve sv. Marije, koje se prema nekim elementima mogu pripisati krugu Bonina iz Milana (1429.), a pobliže nepoznata zgrada na tvrđavi bila je ukrašena na način koji podsjeća na opus Andrije Alesija (1430. – 1504.).
Toranj sv. Luke je tipičan za specifično bosanski, ali i dalmatinski tradicionalizam. Podignut je između 1461. i 1463. godine kao građevina s romaničkim gabaritom, ali mu gotički prozor u prizemlju i ostri svodovi u unutrašnjosti otkrivaju pravu pripadnost. To je, uostalom, jedini originalni srednjovjekovni toranj u unutrašnjosti Balkanskog poluotoka.
U pogledu profane arhitekture osobito su značajne dvije kraljevske rezidencije: Bobovac i Jajce. U opremi Bobovca vidljiv je neposredan utjecaj mađarske dvorske umjetnosti kasnog XIV. i XV. stoljeća, dok je dvor u Jajcu izveden sav u oblicima dalmatinsko-mletačke kasne gotike. Na nekoliko objekata u Bobovcu zapaža se tzv. mekani stil Parlerove škole iz vremena oko 1400. godine, a među izvanredno lijepe spomenike spadaju nadgrobne ploče bosanskih vladara iz dvorske kapele.
Na tlu Bosne i Hercegovine sačuvano je iz vremena gotike više spomenika likovnih umjetnosti i umjetničkih obrta. Većina ih se čuva u franjevačkim samostanima Kraljeve Sutjeske, Kreševa i Fojnice. Bogati i literarno poznati inventar samostana u Srebrenici, Zvorniku, Olovu i Visokom, nepovratno je uništen u doba bečkog rata od 1683. do 1699. godine, a kreševska riznica je znatno oštećena u požaru samostana 1765. godine.
U Kraljevoj Sutjesci čuva se dio gotičkog krilnog oltara sa slikom "Poklonstvo kraljeva" na jednoj, a "Kristove muke" na drugoj plohi. Prva strana, dakle, pripada radosnom ciklusu i za prilike kada je oltar bio otvoren, a druga žalosnom ciklusu, kada su krila bila zatvorena. Majstor sutješkog preklopnog oltara potječe iz neke škole s jugoistoka Europe, možda iz Štajerske, a djelo je moguće datirati u rano XV. stoljeće. U istoj riznici čuva se još i lijepi srebreni kalež, iz druge polovice XIV. ili ranog XV. stoljeća. Dio srebrenog, gravurama ukrašenog kaleža iz Kreševa (nedostaje mu originalna čaša) doima se kao djelo iz istog vremena.
Srebreni pacifikal u Kreševu zanimljiv je zbog graviranih medaljona na krajevima krakova, u kojima su prikazane osobe odjevene tipično za XV. stoljeće. Kasnogotičke elemente odaje srebrena i pozlaćena kustodija, te srebrena kadionica u istoj riznici. Zlatna vitka kasnogotička pokaznica što se čuvala u riznici samostana na Šćitu u Rami, uništena je u požaru crkve za vrijeme Drugog svjetskog rata. Od nje se sačuvala samo fotografija. Velik broj kaleža kasnogotičkog stila u Kraljevoj Sutjesci, Fojnici i Kreševu moguće je tek jednim dijelom datirati u XV. stoljeće dok je drugi njihov dio bliži XVI., pa i početku XVII. stoljeća.
Od velikog kamenog križa s Glamočkog polja, danas u Zemaljskom muzeju, sačuvao se samo donji dio s nogama Isusa koje su prikovane jedna preko druge, a izvajane naturalistički, s pregibom svojstvenim gotici i kasnijim manirima. U polju proširenog postamenta prikazane su u visokom reljefu dvije osobe: lijeva od njih je veca i obučena u bogato naboranu, u pasu usko stegnutu haljinu, a pregrnuta otvorenom pelerinom. Druga figura je jednako obučena, samo što joj o pojasu na uzici visi predmet sličan torbi. U desnoj ruci ona drži sveti Gral, a u lijevoj otvoren svitak, možda evanđelje. Prema ikonografskim pravilima to su sv. Marija i sv. Ivan. Realistički tretirana odjeća podsjeća na način odijevanja koji je bio uobičajen u kasnom srednjem vijeku, zapravo posljednjim desetljećima XV. stoljeća, tako da se tu već osjeća dah rane renesanse. Istom vremenu pripada i brončano vjedro iz Kraljeve Sutjeske, otkriveno na Bobovcu, a koje svojim ukrasima podsjeća na Korvinovu renesansu.
Između nekoliko rukopisa čiji su iluminatori školovani na Zapadu, ističe se Divoševo evandelje iz prve trećine XIV. stoljeća, kao i Mletački zbornik, raskošni rukopis u kojem se na zastavicama kao zaseban ornamentalni motiv ističu krune Kotromanića i anžuvinski ljiljani. Dva rukopisa su izuzetno vrijedna: Hvalov zbornik i Hrvojev misal. Oba su pisana u Splitu za potrebe hercega Donjih krajeva i kneza splitskog Hrvoja Vukčića Hrvatinića.
Hvalov zbornik je hrvatski ćirilski rukopis na 353 lista pergamene, pisan 1404. godine u Splitu rukom krstjanina Hvala. Kodeks sadrži dijelove Biblije, neke apokrifne pjesme i manje teološke rasprave, a bogato je ukrašen minijaturama, zastavicama, inicijalima, pojedinačnim figurama, zaglavljima i portretima.
Oblikovala su ga dva iluminatora. Onaj koji je radio likove apostola s Isusom, Raspeće, Bogorodicu na prijestolju, pa inicijale s ljudskim figurama i jos neke ornamente, izvodi to na modroj podlozi s nešto zlata na okvirima i haljinama. Lica su mu ljubičastoružičaste boje s jarko crvenim obrazima, a konture likova i draperija zacrtane su crnom bojom. Umjetnik je pod jakim utjecajem gotičkog stafelajnog slikarstva. On je opremio i Hrvojev misal. Drugi od njih je tipični minijaturist. Njegovi likovi stavljeni su na zlatnu pozadinu i umetnuti u arhitektonski okvir. Inkarnat im je ružičast, a kose crvene. Po svom stilu ovaj majstor je tipični predstavnik dalmatinske gotičke škole XV. stoljeća.
Luksuznije opremljen od Hvalova zbornika je Hrvojev misal, pisan glagoljicom između 1405. i 1407. godine za crkvu sv. Mihovila u Splitu (ili Omišu). Pisao ga je pop glagoljaš Butko na 247 pergamentskih listova, a ilustrirao jedan od iluminatora Hvalova zbornika, koji se u ovom svom djelu izrazitije predstavlja kao učenik neke toskanske gotičke radionice kasnog XIV. stoljeća. Njegovo su djelo alegorije mjeseci, simbolični prikazi na počecima tekstova o muci Kristovoj i likovi svetaca.
Inicijali su ukrašeni lisnatim viticama, te glavama apostola i Isusa. Slike su izvedene vrlo živom crvenom, zelenom i modrom bojom, uz pozlatu nekih mjesta. Crteži su jasni, a pokreti figura prirodni. Među simbolima evanđelista osobito se ističe lav sv. Marka, a glava sv. Ivana data je realistički, što je osobitost firentinske škole. Na jednoj cijeloj stranici prikazan je donator Hrvoje na konju, opremljen na način talijanskih vitezova XIV. stoljeća.
Posebni dio kulturne baštine Hrvata Bosne i Hercegovine čine mnogobrojna umjetnička djela nastala na tlu Hrvatske po narudžbi bosanskohercegovačke vlastele. Uz Hrvojev misal, u tu kategoriju ulaze posebno raškosna djela izrađena u plemenitim kovinama (srebru i zlatu), među kojima se, uz kaleže i moćnike bana Bosne Šubića i hercegovačkog vojvode Hranića, posebno ističe monumentalna škrinja sv. Šimuna, napravljena po narudžbi Elizabete Anžuvinske, kćeri bana Stjepana Kotromanića. Većina tih radova čuva se u samostanima i crkvama Zadra i Nina.
Posebnu skupinu čine katolički franjevački samostani sa svojim čuvenim knjižnicama, galerijama, muzejima, ljekarnama i učionicama. U srednjoj Bosni glasoviti su samostani u Kraljevoj Sutjesci, Kreševu, Fojnici, Gučoj Gori, zatim samostani Petrićevac i Marija Zvijezda kraj Banje Luke, Tolisa i Plehan u Bosanskoj Posavini, širokobriješki samostan u Hercegovini pa samostani u Sarajevu, Gorici kraj Livna, Mostaru i drugdje. Kasnije katedrale koje nastaju uspostavom redovne crkvene organizacije odnosno osnivanjem triju biskupija 1881. godine nemaju tako veliku kulturno-povijesnu vrijednost kakvu imaju spomenuti franjevački samostani.

## Srodni članci
- Hrvati Bosne i Hercegovine
- Kultura Hrvata Bosne i Hercegovine
- Hrvatska kulturna baština

## Unutarnje poveznice
| - Stećak - Bobovac - Jajce - Hvalov zbornik - Hrvojev misal | - Franjevački samostan Kraljeva Sutjeska - Plehan - Franjevački samostan Duha Svetoga u Fojnici - Franjevački samostan sv. Ante na Bistriku - Samostan Gorica - Opatija Marija Zvijezda |

## Vanjske poveznice
- Naselje brončanoga doba u Prispu kod Livna, Davor Marijan